# Claude Thomassin
Pour les articles homonymes, voir Thomassin.
Claude Thomassin, baptisé le 27 décembre 1615 à Manosque, où il est mort le 4 mars 1690, est un religieux français du XVIIe siècle. 

## Biographie
Cousin de Louis Thomassin, Claude Thomassin est membre de la congrégation de l'Oratoire pendant plusieurs années, et se fait une réputation par ses talents pour la chaire et pour la poésie.
Il a beaucoup de part aux statuts du diocèse de Sisteron, dont son neveu était évêque, et il fonda et dota le séminaire de Manosque.

## Œuvres
On a de lui :
- le Chrétien désabusé dit monde, en vers, 1688, in-12 ;
- des Paraphrases, également en vers, sur Job, sur le livre de Tobie, sur le Psaume quatre-vingt-douzième.